# Gatans barn
Gatans barn – szwedzki niemy film dramatyczny z 1914 roku w reżyserii Victora Sjöströma.

## Obsada
- Lili Bech – Jenny, kelnerka
- Emil Bergendorff – Polityk
- Stina Berg – Gość
- Sven Bergvall – Młody dziennikarz
- Gustaf Callmén – Polityk
- Jenny Tschernichin-Larsson – Jego żona
- John Ekman – Członek gangu
- Gunnar Tolnæs – Karl Sterner, dziennikarz